# 青山金太郎
青山 金太郎（あおやま きんたろう、1978年2月2日 - ）は日本のタレント、俳優、モデル。
グランツ所属。山梨県出身。身長182cm、体重73kg。
特技は、ラグビー・野球・ボクシング。趣味は、キックボクシング・ムエタイ・ジョギング・ヨガ・映画鑑賞。

## 出演

### CM
- ヤマトホールディングス「東京2020年大会」 - ドライバー 役
- エキスパートオフィス（会社員役）
- フジッコ善玉菌のチカラ（お父さん役）
- PRGR　「革新の飛び シリーズ」（ナレーション）
- au　KDDI au　「三太郎【行列篇】」
- アサヒ飲料　WONDA　「ワンダフルあみだくじキャンペーン」 - メイン・サラリーマン 役
- ブラウン　オーラルB - 歯磨き男性 役
- ライドオン・エクスプレス　銀のさら　『顔』篇
- オートバックスカーズ　「オートバックスで車が買える」
- アルペン　アルペンゴルフ5「フィッチングしてないの!?」 - メイン・お客様 役
- 眼鏡市場　「デジタルガードレンズ」 - ビジネスマン 役
- カインズホーム　「ecota」 - 父親 役
- 叙々苑　叙々苑カップ2012
- ミツカン　味ぽんお鍋ススメ隊

### WEB
- ワークスジャパン　「ブランディング映像」 - 採用担当者 役
- 日東紅茶　「働くお母さん篇」 - お父さん 役
- 三井住友カード　「ダンス応援」 - 同僚 役
- ソフトバンクニュース　「キッズフォン」 - お父さん 役
- みずほ銀行 HP　（トップページ動画、スチールモデル）
- KIRIN　「さらにおいしくなったFIRE」 - サラリーマン 役
- ZAIZEN　「Personality Reverse」 - AI父親 役
- ヤマダウェブコム　「旅のしおりも2 in 1パソコンで！」 - 父親 役
- 日本アルコン　デイリーズトータルワン　「次に試すのはあなた」 - ジム男性 役
- リソー教育グループ TOMAS　（教師役）
- 独立行政法人情報処理推進機構　「情報を漏らしたのは誰だ? 〜内部不正と情報漏えい対策〜」 - 主演
- デザイン白衣のレピウス　HP＆カタログ（モデル）
- GRACIOUS GROUND HP　（モデル）
- GyaOえほん動画/ストーリーゲート「埴生の宿」 - 父親 役
- ビバホーム　ビバホーム通信（モデル）
- グローブファクトリーＨＰ　（モデル）
- 明治記念館　結納式紹介動画　（新郎役）
- キングジム　「SHOT NOTE（モデル）」「カメラ付きマウス動画（紹介者）」
- applerind　「2013-2014 Autumn/Winter Collection（カタログモデル）」
- 損保ジャパンDIY生命　HP内モデル

### 映画
- 河童の鳴き声（2011年、友利翼監督） - 主演・サージ 役[1]
- レ・ミゼラぶらない（2013年、友利翼監督） - 主演
- ビル＆ベティ／SURE THING（2014年、友利翼監督） - カフェ店員 役
- Till Death（2015年、友利翼監督） - Yosuke 役
- NOPPERABOU（2015年、友利翼監督） - 田中 役[2][注釈 1]
- 恋はピリカラ（2015年、井上博貴監督） - モデル 役
- 食人鬼-Jikininki-　(2016年、友利翼監督)　- 殺される男 役
- 咲-Saki-（2017年2月3日、小沼雄一監督） - 審判員 役
- 信虎（2021年11月、金子修介監督）- 小助 役

### テレビ

#### ドラマ
- 任侠ヘルパースペシャル（2011年1月9日、フジテレビ）
- ドラマW『死刑基準』（2011年9月25日、WOWOW） - 裁判官 役
- 僕の夏休み（東海テレビ）
- Oh,My Dad!!（フジテレビ）
- HERO　第8話（2014年9月1日、フジテレビ） - ヤクザ組員 役

#### バラエティ
- ペケ×ポン（フジテレビ）

#### 情報番組
- せのぶら!（朝日放送） - 　「せのぶら本舗」リポーター

### 舞台
- 忠治2007 - 八州廻り吉岡役（ロストキッズ公演vol.12）
- 川中島1561 - 高坂弾正役（ロストキッズ公演vol.11）

### VP
- 東京海上日動　（同僚役）
- Microsoft　（ドライバー役）
- イーライリリー　「あつしさんの一日（同僚役）」
- 三井住友海上　「働き方改革ビデオ（先輩社員・南条源役）」
- エーザイ　「逆流性食道炎啓発ドラマ（同僚役）」
- NEC　「新しいOffice　導入事例（メイン男性）」
- JRスキースキー　（2011年ポスターモデル）
- 東京ガス　（定保員役）
- SOFTBANK　（お客様役）
- Sakaseru　（夫役）
- アウディ　（同僚役）

### PV
- POWDER　「青春リアル」 - ヤクザ 役[3]
- 美女♂men Z　「元氣魂」 - 店主 役
- the band apart　「仇になっても」 - 彼氏 役

### その他
- 東京メトロ　「Tokyo Metroビジョン」 - 駅員 役